# Клан Стрейндж

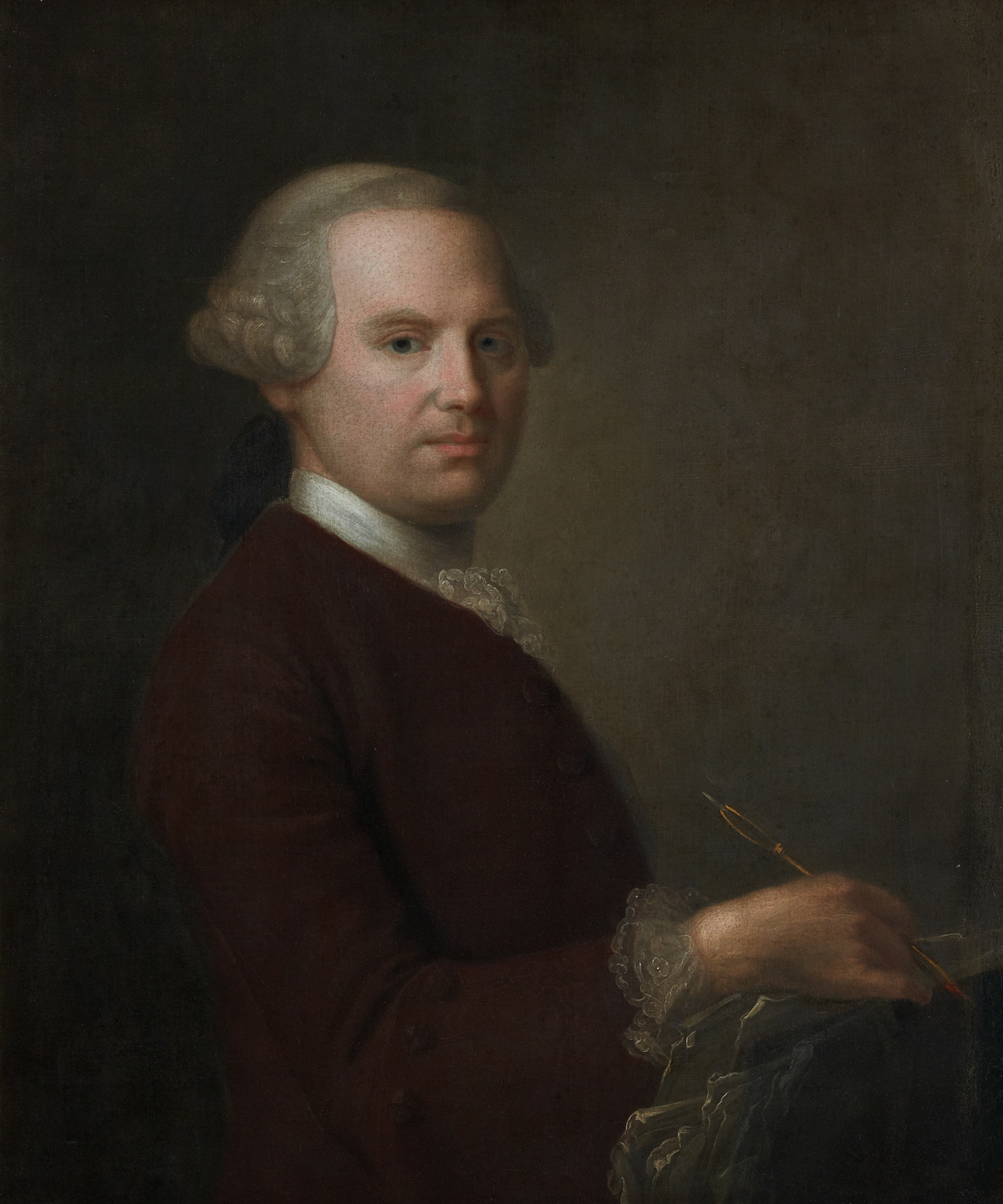
Сэр Роберт Стрейндж (1721—1792), известный якобит и гравёр. Картина художника Джозефа Самюэля Вебстера.

Клан Стрейндж (скотс Clan Strange) — один из кланов равнинной части Шотландии (Лоуленд).
- Девиз клана: Dulce quod utile (лат.) — «Приятно то, что полезно»;
- Вождь клана: Тимоти Эдвард Ламисден Стрейндж из Балкаски[1].

## История клана Стрейндж

### Происхождение клана Стрейндж
Название клана Стрейндж происходит от нормандского слова Étrange — «странный», «иностранный». Есть версия, что это слово является диалектным шотландским словом и означает «сильный». Первые упоминания о клане Стрейндж в исторических документах датируются XIII века. В 1255 году рыцарь Хьюм ле Эстрендж (норманд. Home le Estraunge) служил королю Шотландии. В 1340 году Томас де Стрейндж владел землями у Абердина. В 1362 году Джон Стрейндж женился на Сесили, сестре Ричарда Анструтер и в качестве приданого получил земли Балкаски.

### XV—XVI века
Уильям Стрейндж из Балкаски упоминается в документах в отношении земельной собственности в 1466 году. В 1482 году Джон Стрейндж из Балкаски получил грамоту на владение землями Эвингстон. Другой вождь клана Стрейндж с таким же именем Джон Стрейндж из Балкаски погиб в 1547 году во время битвы при Пинки.

### XVII—XVIII века
В 1615 году вождь клана Джон Стрейндж из Балкаски продал имение и пошел служить в армию — в шотландский полк Кокрейн. Сэр Роберт Стрейндж (1721—1792) происходит от младшей ветви вождей клана, он поселился на островах Оркни во время Реформации в Шотландии. Он планировал сделать карьеру юриста, но бросил все и отправился служить наемником на войну в страны Средиземного моря. Затем он вернулся в Шотландию и стал довольно известным гравёром.
Во время второго восстания якобитов он же стал телохранителем претендента на трон Шотландии Чарльза Эдварда Стюарта, когда его армия вошла в Эдинбург в 1745 году. Затем сэр Роберт Стрейндж служил в лейб-гвардии Стюарта до поражения якобитов в битве при Каллодене в 1746 году. После поражения Роберту Стрейнджу удалось убежать, и он долгое время скрывался в Шотландии. Позже он тайно вернулся в Эдинбург. Затем в 1751 году он переехал в Лондон, где он получил признание как гравёр. Он является автором известных гравюр на историческую тематику. В 1760 году он уехал в Италию. Умер он в 1792 году и считается основателем жанра искусства исторической гравюры.

### Вождь клана
В феврале 1995 года лорд Лайон признал в качестве вождя клана Стрейндж майора Тимоти Эдварда Ламисдена Стрейнджа из Балкаски (род 29 ноября 1931). Его наследником является его старший сын, Эндрю Уильям Лимисден Стрейндж из Балкаски (род. 1970).